# Zoom (rivista)
Zoom, inizialmente conosciuta come Zoom. La rivista dell'immagine, è una rivista di fotografia fondata nel 1980 da Paolo Namias.

## Storia
Nel 1980 il settore dell'editoria fotografica vedeva un ampio mercato con numerose riviste già attive sulla divulgazione sia della tecnica che degli autori. La Rodolfo Namias Editore, che già pubblicava Progresso Fotografico, Classic Camera Black & White e Tutti fotografi, su impulso di Paolo Namias, ideò una nuova rivista che desse spazio principalmente alle immagini, presentando gli autori e le foto in base ad un tema (estetico, sociale, umanitario, politico) e che si rivolgesse ad un pubblico di operanti nell'ambito della fotografia come galleristi, art-director, collezionisti ed amanti dell'immagine. Uscì così nel novembre del 1980 il primo numero di "Zoom. La rivista dell'immagine". Il primo numero costava 4000 lire e presentava tra gli altri foto ed articoli su fotografi internazionali come Ruth Orkin, Dan Budnik, Pete Turner, Jay Maisel, Ernst Haas, Burt Glinn.